# Schiffslenkungsfunkdienst

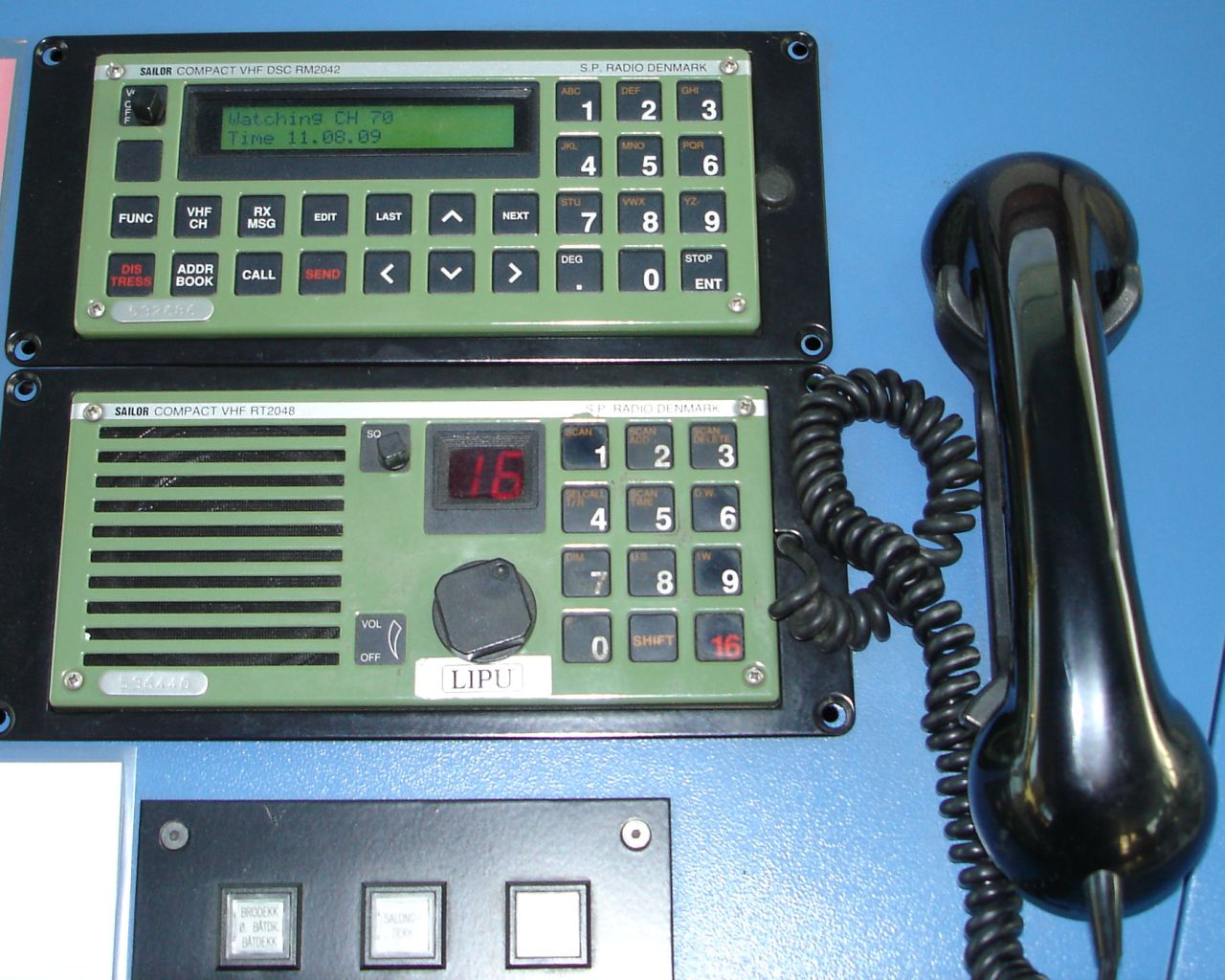
UKW-Seefunkstelle u. a. für den Schiffslenkungsfunkdienst

Der Schiffslenkungsfunkdienst (englisch ship movement service) ist – entsprechend der Vollzugsordnung für den Funkdienst (VO Funk) der Internationalen Fernmeldeunion (ITU) – definiert als «Sicherheitsfunkdienst innerhalb des mobilen Seefunkdienstes – neben dem Hafenfunkdienst – zwischen Küstenfunkstellen und Seefunkstellen oder zwischen Seefunkstellen, welcher der Übermittlung von Nachrichten dient, die ausschließlich die Fahrt von Schiffen betreffen.»
Die VO Funk kategorisiert diesen Funkdienst wie folgt:
- Mobilfunkdienst (Artikel 1.24)
  - Mobiler Seefunkdienst (Artikel 1.28)
    - Mobiler Seefunkdienst über Satelliten (Artikel 1.29)
    - Hafenfunkdienst (Artikel 1.30)
    - Schiffslenkungsfunkdienst (Artikel 1.31)